# Margarida, comtessa d'Anjou
|  | No s'ha de confondre amb Margarida d'Anjou. |

Margarida d'Anjou (1272 - París, 31 de desembre de 1299) fou comtessa d'Anjou i Maine (1290-1299) per dret propi i comtessa de Valois, Alençon i Perche per casament.
Nascuda el 1272, era filla del rei Carles II de Nàpols i la seva esposa Maria d'Hongria. Era neta per línia paterna del duc Carles I d'Anjou i la comtessa Beatriu I de Provença, i per línia materna d'Esteve V d'Hongria i Elisabet Cuman. Fou germana dels reis Carles I d'Hongria i Robert I de Nàpols. El seu pare li concedí com a dot el comtat d'Anjou i Maine el 1290 en casar-se amb el comte de Valois.
Ella cedí els seus drets sobre el comtat al seu marit, amb el qual va cogovernar-lo fins a la seva mort. Es casà el 16 d'agost de 1290 a Corbeil amb el comte de Valois Carles I de Valois. D'aquesta unió nasqueren:
- la princesa Isabel (1292-1309), casada el 1297 amb Joan III de Bretanya[3]
- el príncep Felip VI de França (1293-1350), rei de França i primer monarca de la Dinastia Valois[4]
- la princesa Joana de Valois (1294-1342), casada amb el comte Guillem III d'Hainault[5]
- la princesa Margarida de Valois (1295-1342), casada el 1310 amb el comte Guiu I de Blois-Chatillon[3]
- el príncep Carles II d'Alençon (1297-1346), comte d'Alençon[3]
- la princesa Caterina de Valois (1299-morta jove)